# NGC 2143
NGC 2143 é um aglomerado aberto na direção da constelação de Orion. O objeto foi descoberto pelo astrônomo John Herschel em 1831, usando um telescópio refletor com abertura de 18,6 polegadas. 